# No Good Deed
No Good Deed (The House on Turk Street) ist ein US-amerikanisch-deutscher Thriller von Bob Rafelson aus dem Jahr 2002. Die Handlung beruht auf der Kurzgeschichte The House on Turk Street von Dashiell Hammett aus dem Jahr 1924.

## Handlung
Der Polizeiermittler Jack Friar wird von seiner Nachbarin gebeten, in der Turk Street nach deren verschollener 15-jährigen Tochter zu suchen. Während der Nachforschungen gerät Friar an eine vom Gangster Tyrone angeführte Bande, die einen Raubüberfall vorbereitet, und wird als Geisel genommen. Friar und die Freundin von Tyrone, Erin, freunden sich an. Es kommt zum Streit zwischen Tyrone und seinem Komplizen Hoop, der Erin ebenfalls für sich beansprucht. Erin manipuliert die Männer und stachelt die Kontrahenten bewusst an.

## Kritiken
Roger Ebert schrieb in der Chicago Sun-Times, die Thematik des Films sei jener der früheren Filme von Bob Rafelson – Five Easy Pieces und Wenn der Postmann zweimal klingelt – ähnlich. Der Film könne sich zwar nicht mit den besten Werken von Rafelson messen, aber er sei „packend“ und biete die Atmosphäre eines Film noir.

## Auszeichnungen
Bob Rafelson wurde im Jahr 2002 für einen Preis des Moskauer internationalen Filmfestivals nominiert.

## Hintergrund
Der Film wurde in Montreal gedreht. Seine Produktionskosten betrugen schätzungsweise 12 Millionen US-Dollar. Er spielte in den Kinos der USA 181.600 US-Dollar ein, in Italien 130.800 Euro, in Spanien 587.000 Euro, in Russland umgerechnet 194.000 US-Dollar.